# Уэствуд, Эшли (футболист, 1990)
Эта статья — об английском футболисте, родившемся в 1990 году. Об английском футболисте, родившемся в 1976 году, см. Уэствуд, Эшли (футболист, 1976).
Э́шли Рой Уэ́ствуд (англ. Ashley Roy Westwood; род. 1 апреля 1990, Нантуич, Англия) — английский футболист, полузащитник клуба «Шарлотт».

## Карьера
31 августа 2012 года, в последний день летнего трансферного окна, Уэствуд перешёл в клуб Премьер-лиги «Астон Вилла» из «Кру Александры», подписав с «вилланами» контракт сроком на четыре года. Сумма, уплаченная бирмингемским клубом за трансфер игрока, составила £2 млн. За свой новый клуб Эшли дебютировал 15 сентября 2012 года, выйдя на замену вместо Стивена Айрленда в матче против «Суонси Сити». 15 июля 2013 года Уэствуд подписал новый четырёхлетний контракт с «Астон Виллой». 25 ноября 2013 года в дерби против «Вест Бромвич Альбион» забил свой первый гол за «Виллу». 12 августа 2015 года Уэствуд подписал новый пятилетний контракт с «Астон Виллой».
31 января 2017 года Уэствуд перешёл в «Бернли», подписав 3,5-летний контракт с опцией продления ещё на 12 месяцев. 25 сентября 2020 года Уэствуд подписал новый трёхлетний контракт с «Бернли».
7 января 2023 года Уэствуд перешёл по свободному трансферу в клуб MLS «Шарлотт», подписав контракт до конца сезона 2024 с опцией продления на сезон 2025. В американской лиге дебютировал 25 февраля 2023 года в матче стартового тура сезона против «Нью-Инглэнд Революшн». 10 июня 2023 года в матче против «Сиэтл Саундерс» забил свой первый гол в MLS.

## Стиль игры
Уэствуд — типичный плеймейкер. После своего трансфера в «Астон Виллу» Эшли в одном из интервью по своим качествам сравнил себя с Майклом Карриком.